# Terno-Lozuvatka, Peatîhatkî
Terno-Lozuvatka (în ucraineană Терно-Лозуватка) este un sat în comuna Lozuvatka din raionul Peatîhatkî, regiunea Dnipropetrovsk, Ucraina.

## Demografie
Componența lingvistică a localității Terno-Lozuvatka
     Ucraineană (98,36%)
     Alte limbi (0,7%)
Conform recensământului din 2001, majoritatea populației localității Terno-Lozuvatka era vorbitoare de ucraineană (98,36%), existând în minoritate și vorbitori de alte limbi.